# 鲸油酸
鲸油酸（英語：cetoleic acid），别名鲸蜡烯酸，化学名顺-11-二十二碳烯酸，是一种不饱和脂肪酸，化学式C22H42O2，可见于光果甘草等物种，是鳕鱼等海洋鱼类的鱼肝油成分之一。其以及其衍生物可作为乳化剂使用。
它可以1-溴壬烷、1-溴癸烷和炔丙醇为原料经多步反应合成得到。